# Menschenbrecher
«Menschenbrecher» (с нем. — «Разрушитель человечества») — шестой студийный альбом немецкой индастриал-группы Terminal Choice, вышедший в 2003 году.

## Об альбоме
На «Menschenbrecher» заметна явная эволюция звучания от электро-индастриала к EBM; элементы дарквейва, начиная с «Menschenbrecher», практически полностью исчезли из репертуара группы. Однако, утяжеление звучания и преобладание танцевальных ритмов намечалось и ранее, но было не столь резким. Terminal Choice и до сего времени придерживаются звучания, которое характерно для данного альбома.
В поддержку альбома «Menschenbrecher» был выпущен макси-сингл Injustice, включающий оригинальную версию песни, и три ремикса.

## Список композиций

### Стандартное издание
Номер в каталоге лейбла: OUT 105, EAN: 4001617393727 (Германия)
1. «She’s The Devil» («Она — дьявол») — 4:43
2. «Menschenbrecher» («Разрушитель человечества») — 4:43
3. «You Don’t Deserve Me» («Ты не заслуживаешь меня») — 3:39
4. «Injustice» («Несправедливость») — 4:16
5. «Stay With Me» («Останься со мной») — 5:39
6. «Warriors From Outa Space» («Воины из открытого космоса») — 4:13
7. «Engelstod» («Смерть ангела») — 4:37
8. «Pull The Trigger» («Спустить курок») — 4:29
9. «Eiszeit» («Время льда») — 4:23
10. «Why Me?» («Почему я?») — 5:25
11. «Out Of The Dark» («Прочь из тьмы») — 5:02
12. «Be Like Me» («Будь как я») — 3:43

### Лимитированное издание
Выпущено в картонном боксе тиражом 1500 экземпляров; включает также бонусный диск за номером в каталоге OUT 104. EAN: 4001617393703 (Германия)
1. «Dämonen (V2)» («Демоны») — 2:48
2. «Menschenbrecher (Brutish Remix)» («Разрушитель человечества») — 4:19
3. «She’s The Devil (Fuck The Bitch RMX)» («Она от дьявола») — 4:28
4. «Amok» («А́мок») — 5:22
5. «Deadline» («Линия смерти») — 6:20

## Участники записи
Состав группы:
- Chris Pohl — вокал, семплировка, тексты, микширование, мастеринг
- Jens Gärtner — барабаны, петли (en:Music loop), спецэффекты
- Gordon Mocznay — гитары, бас-гитара, вокал
- Louis Manke — гитары, вокал

Над альбомом работали:
- Gerit Hecht — микширование
- Matze — микширование
- Sebastian Pellmann — микширование
- Constance Rudert — фото группы, оформление
- Annie — дополнительные фото
- Gordon Mocznay — оформление

Слова и музыка — за авторством Terminal Choice, кроме:
- «Out Of The Dark» (музыка: T. Börger, текст: Falco, T. Börger)
- «Engelstod» (музыка: Terminal Choice, текст: Chris Pohl , Louis Manke)